# Murray Glacier
Murray Glacier är en glaciär i Östantarktis. Nya Zeeland gör anspråk på området. Murray Glacier ligger 59 meter över havet.
Terrängen runt Murray Glacier är bergig åt sydväst, men åt nordost är den kuperad. Havet är nära Murray Glacier åt nordost.